# James Garner

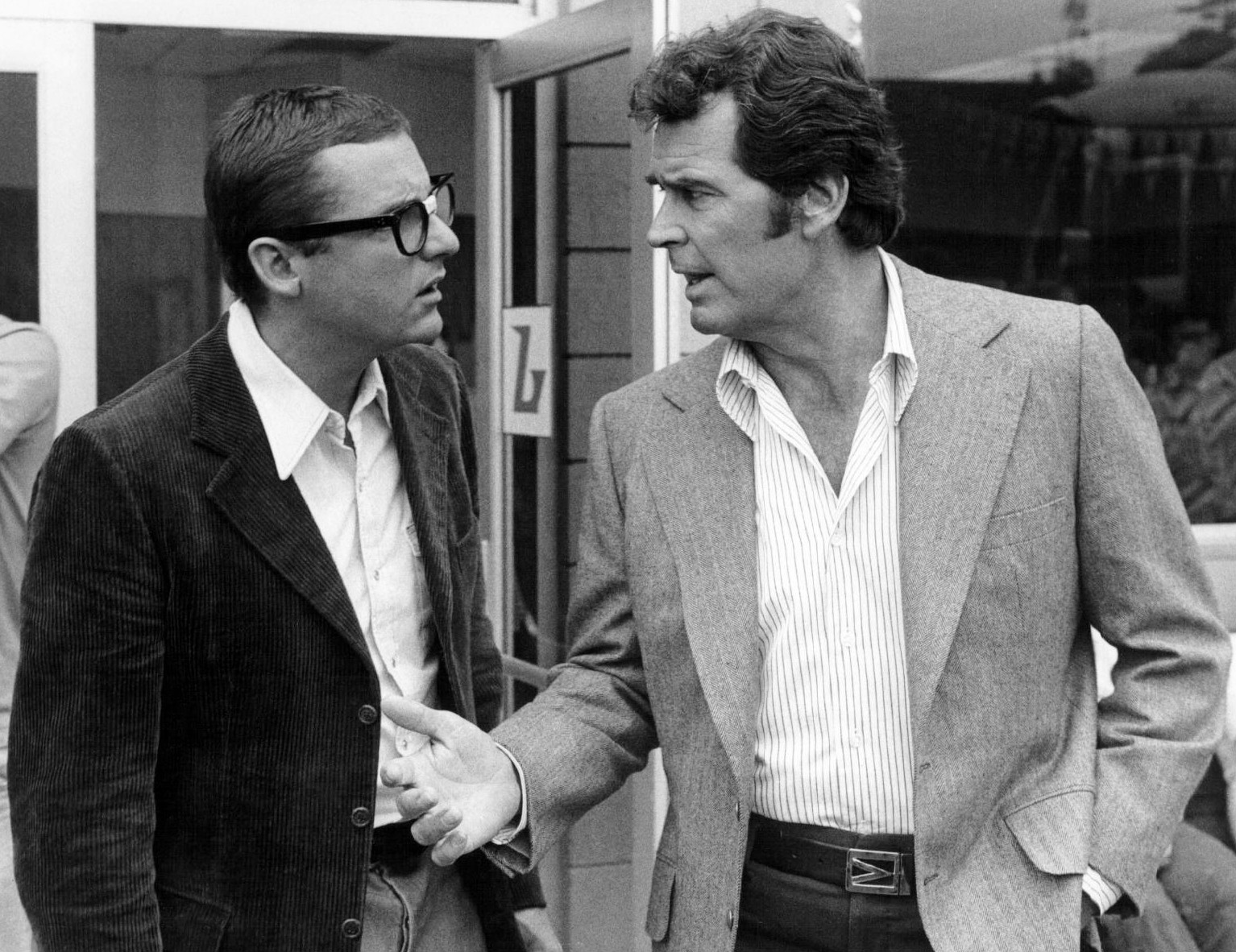
Com James Whitmore Jr. em episódio de 1977 de Rockford Files

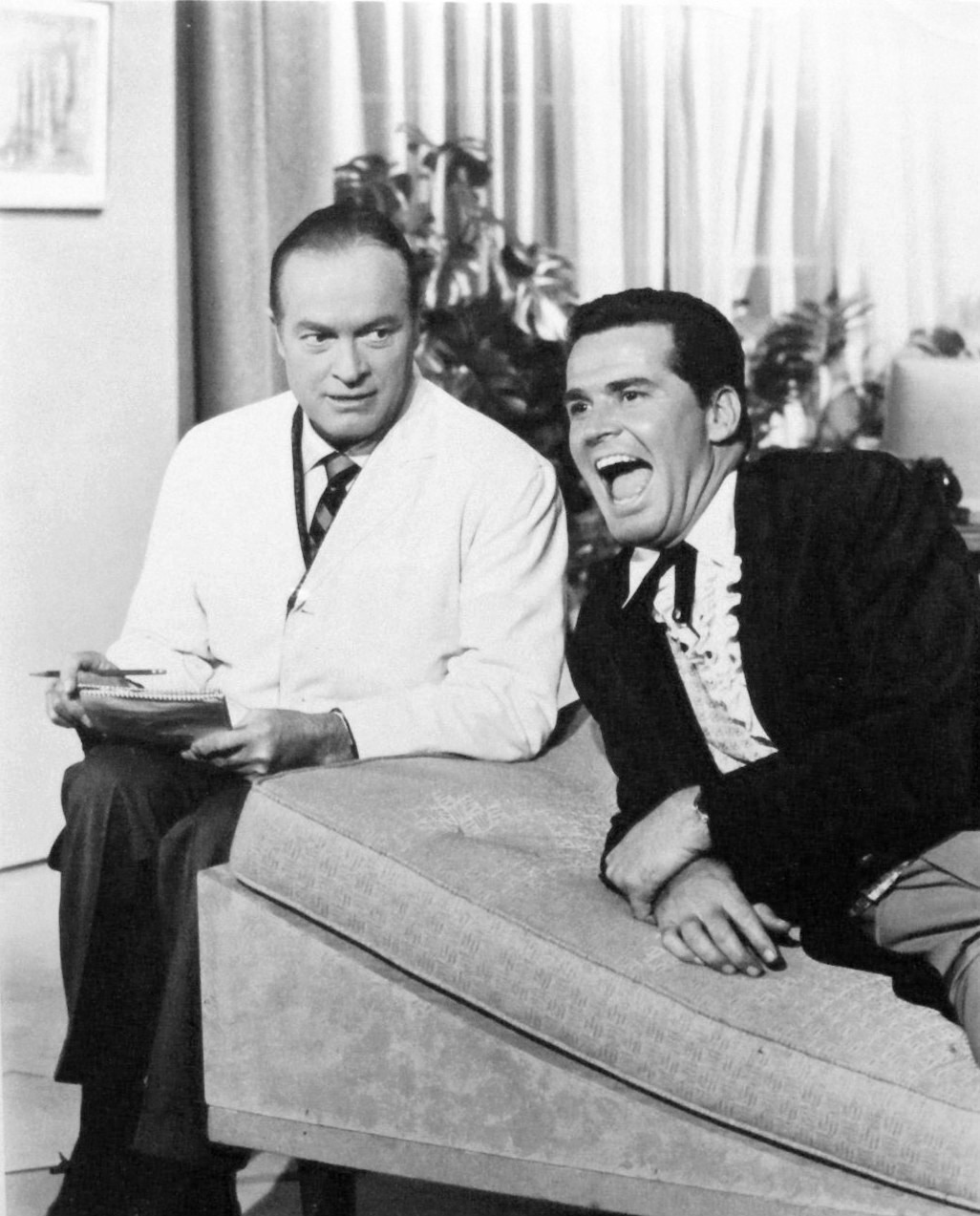
James Garner (vestido como o personagem da série Maverick) com Bob Hope num especial da TV americana de 1961

James Garner, (Norman, 7 de abril de 1928 — Los Angeles, 19 de julho de 2014) foi um ator norte-americano.
Estrelou em diversas séries, com uma carreira de mais de 50 anos, incluindo os papéis como "Bret Maverick", na comédia de faroeste da década de 1950, Maverick, como "Jim Rockford", no drama policial na década de 1970, Arquivo Rockford e diversos filmes como The Great Escape, de 1963, estrelado por Steve McQueen.

## Filmografia
- Toward the Unknown (1956)
- The Girl He Left Behind (1956)
- Shoot-Out at Medicine Bend (1957)
- Sayonara (1957)
- Darby's Rangers (1958)
- Up Periscope (1959)
- Alias Jesse James (1959) (Participação)
- Cash McCall (1960)
- The Children's Hour (1961)
- Boys' Night Out (1962)
- The Great Escape (1963)
- The Thrill of It All (1963)
- The Wheeler Dealers (1963)
- Move Over, Darling (1963)
- Action on the Beach (1964) (curta)
- The Americanization of Emily (1964)
- 36 Hours (1965)
- The Art of Love (1965)
- Grand Prix: Challenge of the Champions (1966) (curta)
- A Man Could Get Killed (1966)
- Duel at Diablo (1966)
- Mister Buddwing (1966)
- Grand Prix (1966)
- Hour of the Gun (1967)
- Once Upon a Wheel (1968) (documentário)
- The Man Who Makes the Difference (1968) (curta)
- How Sweet It Is! (1968)
- The Pink Jungle (1968)
- The Racing Scene (1969) (documentário)
- Support Your Local Sheriff! (1969)
- Marlowe (1969)
- A Man Called Sledge (1970)
- Support Your Local Gunfighter! (1971)
- Skin Game (1971)
- They Only Kill Their Masters (1972)
- One Little Indian (1973)
- The Castaway Cowboy (1974)
- Health (1980)
- The Fan (1981) (1981)
- Victor/Victoria (1982)
- Heartsounds (1984)
- Tank (1984)
- Murphy's Romance (1985)
- Sunset (1988)
- My Name Is Bill W.  (1989)
- Decoration Day (1990)
- The Distinguished Gentleman (1992)
- Fire in the Sky (1993)
- Barbarians at the Gate (1993)
- Maverick (1994)
- Streets of Laredo (1995)
- Wild Bill: Hollywood Maverick (1996) (documentário)
- My Fellow Americans (1996)
- The Hidden Dimension (1997) (documentário) (narrador)
- Twilight (1998)
- One Special Night 1999
- The Last Debate (2000)
- Space Cowboys (2000)
- Atlantis: The Lost Empire (2001) (voz)
- Divine Secrets of the Ya-Ya Sisterhood (2002)
- The Land Before Time X: The Great Longneck Migration (2003) (voz) (lançado DVD)
- The Notebook – Diário de uma Paixão  (2004)
- (2004)
- Al Roach: Private Investigator (2004) (curta) (voz)
- The Ultimate Gift (2007)
- Terra (2007) (voz)